# Lauden
De lauden (laudes) vormen het ochtendgebed van het Heilig Officie of getijdengebed. Het woord lauden is een vernederlandsing van het Latijnse laudes, het meervoud van laus wat lof of lofprijzing betekent. Bij wijze van uitbreiding is deze naam ontleend aan de psalmengroep 148-150, die oudtijds 'laudes' werden genoemd: deze psalmen vormden tot aan de brevierhervorming van Pius X een vast bestanddeel van de Lauden in het Romeins officie, evenals in het morgenofficie in de gehele Kerk.
De structuur van dit Officie in de moderne Romeinse ordo is als volgt:
- De opening: God, kom mij te hulp, Heer, haast U mij te helpen. Eer aan de Vader en de Zoon en de Heilige Geest, zoals het was in het begin, en nu, en altijd, en in de eeuwen der eeuwen, Amen, Alleluia.
- Een hymne
- Een aantal psalmen met hun antifonen, waaronder vaak Psalm 50, Psalm 148, Psalm 149 en Psalm 150. Na de derde of de vierde psalm volgt vaak een lofzang (cantiek) uit het Oude Testament.
- Een (korte) Schriftlezing (uit de Bijbel).
- Een kort responsorium (beurtzang).
- Een kort vers
- De Lofzang van Zacharias met eigen antifoon
- Litanie

Omdat de lauden idealiter bij zonsopkomst worden gebeden, hebben de hymnen nogal eens het thema van Christus als het Licht der wereld of de geestelijke Zon die opgaat over de duisternis van zondigheid en onrust.
Middeleeuws: metten · lauden · priem · terts · sext · none · vespers · completen

Modern: het inleidend gebed · lezingendienst (metten) · morgengebed (lauden) · middaggebed · avondgebod (vespers) · dagsluiting (completen)